# 7 Th Hosakote
7 Th Hosakote là một làng thuộc tehsil Somvarpet, huyện Kodagu, bang Karnataka, Ấn Độ.